# Eriosema flexuosum
Eriosema flexuosum là một loài thực vật có hoa trong họ Đậu. Loài này được Staner miêu tả khoa học đầu tiên.